# بسشيت
| Q3 | S29 | N37 · X1 |

| Q3 | S29 | N37 · X1 |

بسشيت أو پسِشِتْ ، هي أول امرأة تعمل كطبيبة نساء ورد اسمها في التاريخ. عاشت خلال الأسرة المصرية الرابعة نحو 2500 سنة قبل الميلاد. وقد جاءت بسشيت بعد العالمة والطبيبة مريت بتاح التي كانت قد عاشت خلال الأسرة المصرية الثالثة. معنى أسم بسشيت هو «معطية».
كان لقب بسشيت «السيدة عميدة أطباء النساء». ولكن لا يعرف تماما عما إذا كانت تعمل في الطب النسائي بالفعل.
كان إبنها «آخت حتب»، أحد نبلاء البلاد. ووجد اسمها في مسطبة قبره في الجيزة على لوحة خاصة بها.

## اقرأ أيضا
- الطب في مصر القديمة
- وظائف مصر القديمة
- زوسر
- مريت بتاح
- حسي رع
- هرم سقارة
- أسرة مصرية رابعة